# Rustom 1
Rustom-1 (Рустом-1) - средневысотный беспилотный летательный аппарат длительного пребывания в воздухе.
Отличительной чертой Rustom 1 является то, что некоторые компоненты были разработаны частными индийскими компаниями. 
В частности, планер БПЛА создан фирмой Zephyr.
Линия связи разработана подразделением DRDO - Defence Electronics Applications Laboratory (DEAL)
БЛА Rustom-1 оснащен системой GPS и способен совершать полет самостоятельно по заранее заложенным в программу ключевым точкам. В аппарате также реализована возможность самостоятельного возврата на базу по команде с наземного пункта или в случае утраты связи с последним.
БЛА Rustom-1 может применяться всеми тремя родами войск - ВВС, ВМС и СВ Индии.

## ТТХ
- Длина: нет информации
- Максимальная скорость: нет информации
- Диапазон: нет информации
- Потолок: 7 600 м (25 000 футов)
- Продолжительность пребывания в воздухе: 12-15 ч
- Грузоподъемность: до 75 кг